# Phyllobothrium delphini
Phyllobothrium delphini är en plattmaskart som först beskrevs av Bosc 1802.  Phyllobothrium delphini ingår i släktet Phyllobothrium och familjen Phyllobothriidae. Inga underarter finns listade i Catalogue of Life.